# Piazza Erminio Ferretto
Piazza Erminio Ferretto, già piazza Umberto I e piazza Maggiore, è la piazza principale di Mestre.

## Storia
La struttura della piazza risale all'età medievale, quando costituiva il cuore dell'antico borgo costruito attorno alla chiesa arcipretale e affacciato sul Castelnuovo, fungendo da luogo di mercato (essendo situata fuori le mura). La piazza e il borgo erano allora circondati dai due rami del fiume Marzenego, che la delimitavano coi due ponti della Campana e delle Erbe (il ponte, tutt'oggi esistente, conduceva alla piazza dei Porci, oggi piazzetta Matter, e al castello).

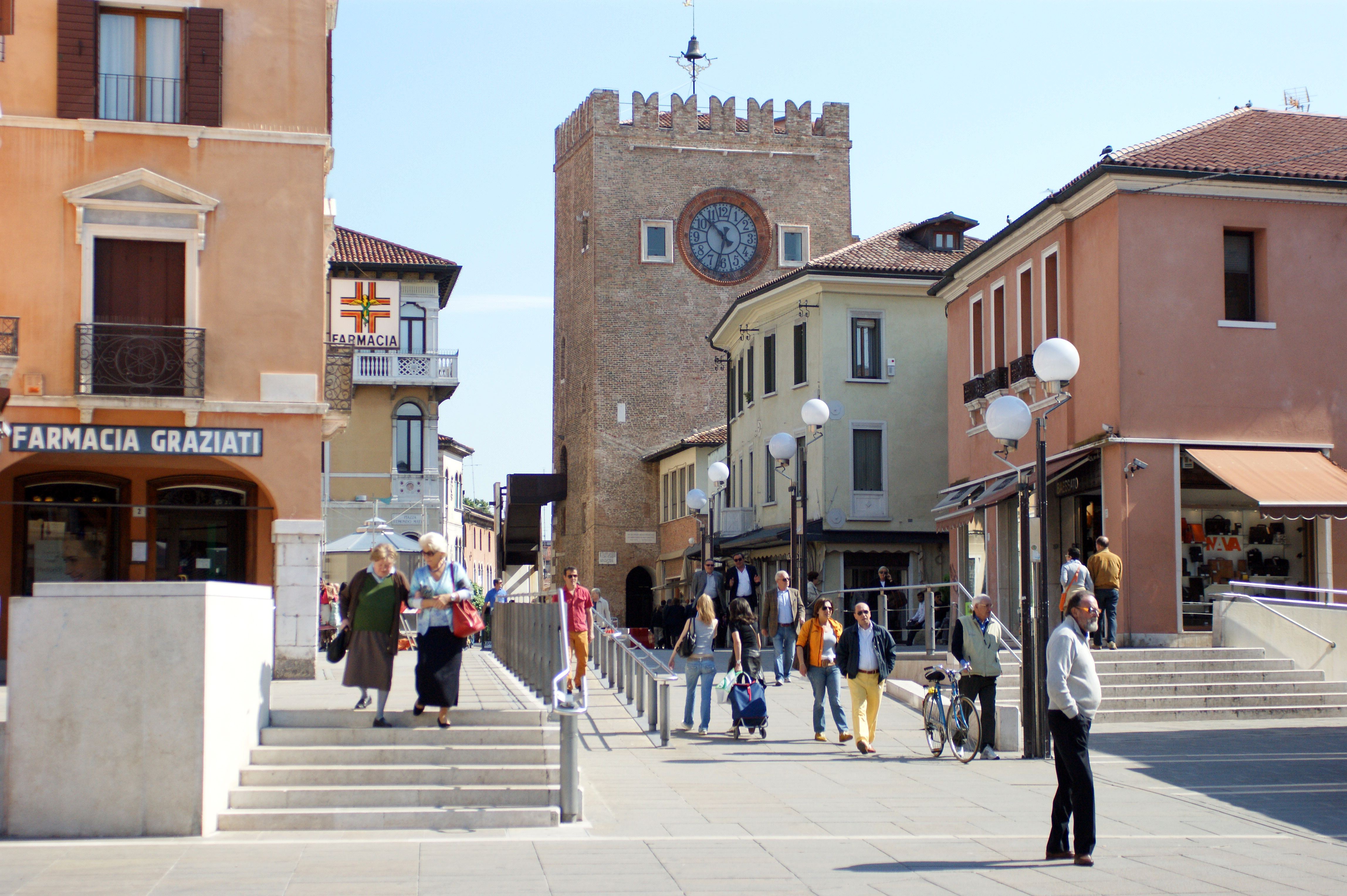
La torre dell'Orologio

Sulla piazza, porticata da entrambi i lati secondo l'uso veneto, si affacciano il duomo di San Lorenzo e il palazzo Da Re, già proprietà della ricca famiglia Da Re, il cui portico ospitava il mercato delle granaglie. All'estremità nord-orientale svetta la torre dell'Orologio, ultimo resto dell'antico castello. Al centro si erge un pennone sul quale nei giorni di mercato veniva issato lo stendardo comunale per segnalare il termine delle contrattazioni all'ingrosso e sul quale oggi avviene ogni domenica la cerimonia dell'alzabandiera.
Nel 1900 la piazza venne reintitolata in onore del re d'Italia Umberto I, assassinato in quello stesso anno. Dalla fine della seconda guerra mondiale la piazza porta invece il nome del partigiano Erminio Ferretto, trucidato dai nazi-fascisti nel 1945. Proprio la Brigata Garibaldi a lui intitolata liberò la città dai nazifascisti prendendo il controllo della piazza.
Il 21 aprile 1985 la piazza è stata chiusa al traffico veicolare. Nel 1997 l'area ha subito un discusso intervento di ristrutturazione in chiave moderna basato sul progetto dell'architetto Guido Zordan, successivamente divenuto assessore comunale all'Urbanistica. Tale operazione non ha raccolto unanime consenso nella popolazione, creando una sostanziale divisione fra detrattori ed estimatori (vedasi la descrizione di questa piazza all'interno della voce Mestre). In effetti, l'architettura antica che caratterizza la piazza appare fortemente compromessa da un intervento giudicato da molte persone "aggressivo" e poco rispettoso del contesto. L'intervento ha comportato il rifacimento della vecchia pavimentazione (prima in sanpietrino) e l'inserimento di numerose superfetazioni astratte e geometriche (cubi di marmo, rampe di vario tipo, corrimano metallici ecc.). È stata anche installata una fantasiosa fontana a vasca con scultura bronzo dorato di Alberto Viani intitolata "Nudo" al centro, nonché una serie di avveniristici lampioni. Durante gli interventi è stata condotta un'approfondita indagine archeologica che ha portato all'individuazione di un'ampia sepoltura comune prospiciente il duomo, contenente numerosi scheletri, probabilmente risalenti al sacco di Mestre in occasione della guerra della Lega di Cambrai.

## Strutture

### Duomo di San Lorenzo
All'inizio di piazza Ferretto si trova San Lorenzo. La prima notizia dell'esistenza di una chiesa in questo luogo risale al 1192 e riporta che essa aveva un portico. L'edificio era di proprietà della Comunità Mestrina, antichissimo istituto governato da poche famiglie nobili. La chiesa attuale, eretta nel XVIII secolo, ha facciata neoclassica a due ordini e conserva il campanile romanico della costruzione precedente; all'interno presenta statue dell'Ottocento e gli altari provenienti dalla chiesa sconsacrata di Santa Maria delle Grazie. La pianta è a croce latina. Le formelle bronzee del portale sono opera di Gianni Aricò. Vi è un organo. Lo strumento è stato restaurato nei primi anni ottanta e nell'autunno del 2005 è stato ripulito. Il campanile romanico ospita la campana detta Borromea, in quanto donata da san Carlo Borromeo. La chiesa dava il nome anche al borgo di San Lorenzo, che la circondava. 
Verso il fondo del fianco sinistro del Duomo sorge la Scuola dei Battuti. 
Il piccolo giardino sui resti dell'ex cimitero, a sinistra del Duomo in corte Marin Sanudo, con la piccola fontana ad obelisco, la ringhiera ed il pregevole chiosco dei fiori in ferro battuto fu inaugurato nel 1915.

### Stendardo della sovranità
L'attuale è del 1905.
In origine era situato fra le attuali vie Palazzo e Torre Belfredo, ma già dall'Ottocento si trova nel posto in cui ancora oggi lo vediamo.
Nei giorni di mercato vi veniva issata la bandiera comunale: finché rimaneva issata era vietato vendere ai grossisti, ma si doveva vendere ai piccoli consumatori.

### Palazzo Da Re
Si trova al centro della piazza, alla destra della fontana se si arriva dalla Torre dell'Orologio.
Ha tre grandi arcate a racchiudere il portico e una terrazza alla sommità.
Il portico, soprannominato “Pavion” (dal francese pavillon, "padiglione"), era di proprietà pubblica e ospitava i mercanti di granaglie.
Al suo posto venne costruito il palazzo Da Re, ma il portico continuò ad ospitare il mercato delle biade fino al 1913 quando questo tipo di commercio venne espulso dalla piazza e spostato in piazza Cesare Battisti. Nel 1884 pochi mesi dopo la morte di Garibaldi, Giuseppe Da Re fece sistemare sulla facciata della sua casa una lapide commemorativa che è visibile ancora oggi.

### Ex Cinema Excelsior
Uno dei primi edifici costruiti in Italia come sala cinematografica e certamente l'edificio liberty più importante di Mestre. Di ispirazione secessionista, sorse probabilmente nel 1911 su progetto dell'ingegnere Gandin. Sulla notevole facciata parzialmente in pietra lavorata risaltano gli inserti in ferro battuto (i lampioni, restaurati nel 2017, e sul parapetto dell'attico quelli a modo di acroterio) e sotto l'attico i residui delle decorazioni a fresco di Alessandro Pomi.

### Ponte delle Erbe
Il ponte delle Erbe e il ponte della Campana collegavano piazza Ferretto alla piazzetta Matter (anticamente detta piazza dei Porci).
Una volta sotterrato il ponte della Campana, sotto l'attuale via Poerio, il ponte delle Erbe rimase l'unico ponte a delimitare la piazza. Durante la seconda metà dell'Ottocento, è stato sottoposto a lavori per ampliarne le dimensioni.

### Torre dell'Orologio

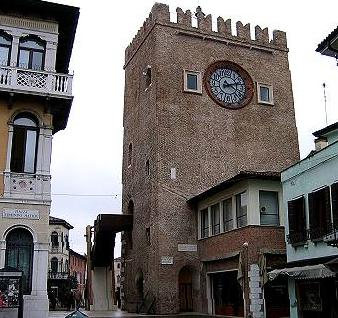
La torre dell'Orologio

I primi documenti che attestano la presenza della torre risalgono al XIII secolo quando a Mestre c'era la famiglia trevigiana dei Collalto, anche se la sua costruzione risale al 1108.
Nel corso dei secoli è stata chiamata torre di San Lorenzo, torre delle Ore, torre Civica e torre dell'Orologio.
Assieme alla porta-torre Belfredo era uno degli accessi al borgo di Mestre, recintato da una palizzata di legno.
In una mappa del 1603 questo ingresso, che metteva in comunicazione l'interno dell'abitato fortificato con il borgo di San Lorenzo, era denominato porta della Loza.
Nel XIV secolo, con la conquista dei Veneziani tra questa torre e la vicina torre di Ca' de Musto furono costruiti due alti muri in modo tale da formare un fortilizio che divenne parte integrante della nuova cinta muraria, chiamata Castelnuovo, che sostituì nella funzione militare difensiva il Castelvecchio.
Alla fine del Cinquecento la torre fu dotata di un orologio che guardava verso via Palazzo.
All'inizio del XVII secolo l'edificio veniva rappresentato parzialmente diroccato, tuttavia in una mappa del 1614 appare già restaurato e parzialmente modificato con la costruzione al suo fianco di un'altra porta, che permetteva di transitare dalla piazza Maggiore verso il borgo Mestre.
Sempre in questo periodo alla torre furono addossate anche delle case e infine si realizzò un altro orologio per far vedere le ore anche dalla piazza.
Prima del 1796 fu abbattuto il muro di cinta del Castelnuovo di cui rimane traccia anche sul muro esterno del lato ovest della torre.
Tra l'Ottocento e il Novecento l'edificio subì due interventi di restauro.
Con il primo furono aperti tre passaggi al piano terra, per realizzare un porticato, e due piccole finestrelle sul lato ovest; si demolì la torricella che conteneva la campana collocata sul tetto, si costruirono i merli e fu installato un nuovo meccanismo per l'orologio. Chi si occupava di farlo funzionare poteva usare i locali della torre a suo piacimento; fu così che per un lungo periodo venne utilizzata come magazzino, bottega da caffè e abitazione privata. Tra il 1848 e il 1849 fu torre di avvistamento per l'esercito austriaco.
Durante il secondo restauro furono asportati i resti degli affreschi antichi che ricoprivano le murature esterne e per l'ennesima volta fu sistemato il tetto e sostituito nuovamente l'orologio che non funzionava.
All'inizio del XX secolo vennero aperte due finestrelle a fianco del quadrante dell'orologio rivolto alla piazza, che dovevano indicare le ore, come quelle della torre di piazza San Marco.
Pochi anni dopo si avanzò l'ipotesi di trasformare la torre in acquedotto.
Durante il Ventennio fascista si riunivano tra le sue mura le brigate nere della cui propaganda politica rimane traccia negli affreschi parzialmente visibili al piano terra.
Fino al 1950 ripresero le affittanze e in seguito il Comune di Venezia adibì la torre a deposito dell'archivio cittadino.
Nel 1976 un forte terremoto mise a dura prova le strutture e per questo venne svuotata dagli incartamenti in attesa dell'ennesimo intervento di restauro conservativo, che è stato effettuato a ridosso dell'anno 2000.
Recentemente, al muro occidentale della torre è stata incorporata una moderna struttura in legno e metallo progettata dall'architetto Guido Zordan (già ideatore del rifacimento di piazza Ferretto in chiave ultra-moderna) con la funzione di scala di accesso ai piani superiori.